# Orthoperus aequalis
Orthoperus aequalis is een keversoort uit de familie molmkogeltjes (Corylophidae). De wetenschappelijke naam van de soort werd in 1885 gepubliceerd door David Sharp.